# David von Schulzenheim
För andra betydelser, se David von Schulzenheim (olika betydelser).
David von Schulzenheim, före adlandet David Schulz, född 16 mars 1732 i Amsbergs församling i Dalarna, död 24 april 1823 i Klara församling i Stockholm, var en svensk läkare och nationalekonom. Han var bror till  Carl Fredrik von Schulzenheim, far till Carl Jakob von Schultzenheim och farfar till  David von Schulzenheim den yngre.

## Biografi
Schulz blev 1747 student vid Uppsala universitet och 1754 medicine doktor. Strax därefter reste han med statsunderstöd till England, för att studera den i Sverige dittills okända koppympningen, och efter hemkomsten utgav han 1756 en grundlig Berättelse om koppors ympande (översatt till tyska och engelska). Sistnämnda år blev han ledamot i Collegium medicum, förordnades 1759 till läkare vid Frimurarebarnhuset, utnämndes 1761 till professor och direktör i obstetrik samt 1765 till förste medicus och intendent vid det nyinrättade Koppympningshuset. Redan 1760 hade han blivit ledamot av Vetenskapsakademien. År 1770 belönades han med adelskap för att han ympat kopporna på de kungliga barnen, och ständerna bekostade hans introduktion på Riddarhuset under namnet von Schulzenheim. Han hade avgörande betydelse för koppympningens införande i Sverige. År 1775 förordnades han till förste läkare vid det nyinrättade Allmänna barnbördshuset i Stockholm, vilket tillkommit genom hans eget engagemang och utan statsverkets betungande.
Men plötsligt, 1778, nedlade han alla sina befattningar, av missnöje med den allt tydligare hos regeringen framträdande absolutismen, mot vilken "hans frisinniga och medborgerligt fosterländska anda reste sig". Schulzenheim slog sig i stället ned på sitt lantgods och ägnade stort intresse åt jordbruket och drev en betydande fårskötsel. Han bedrev även ett rätt omfattande skriftställeri. Hans Afhandling om får (1794; i Patriotiska sällskapets journal) översattes till engelska. Hans Bref om rikets penningeverk och allmänna hushållning (1794–1796) liksom hans Bref om Sveriges bank och riksgäldskontor (1796) anses som klassiska inom svensk ekonomisk historia.
von Schulzenheim deltog även på ett framstående sätt i ridderskapets och adelns förhandlingar från och med 1789, vilket år han oförskräckt motsatte sig förenings- och säkerhetsakten. Vid riksdagen 1800 räknades Schulzenheim till vänstern. Med anledning av den bekanta konflikten mellan lantmarskalken och oppositionen avsade han sig sin plats i hemliga utskottet. Han var vid olika tillfällen ledamot av bankoutskottet, hemliga utskottet och statsutskottet och valdes flera gånger till revisor i banken, riksdiskonten och Riksgäldskontoret. År 1812 invaldes han i Lantbruksakademien. För övrigt var han ledamot av många inhemska och utländska vetenskapliga och patriotiska samfund. Med regeringsförändringen 1809 återtog von Schulzenheim sin verksamhet i statens tjänst. Han utnämndes nämligen detta år till preses i Collegium medicum och till kungens förste arkiater. När Collegium medicum 1813 omorganiserades och fick namnet Sundhetskollegium, blev han dess president. År 1822, vid 90 års ålder, tog han avsked från sina befattningar. Utöver redan nämnda skrifter utgav han Anmärkningar vid svenska språkets skrifsätt (1807), tragedin Thorkil Knutsson (1812), medicinska uppsatser, grift- och åminnelsetal med mera.

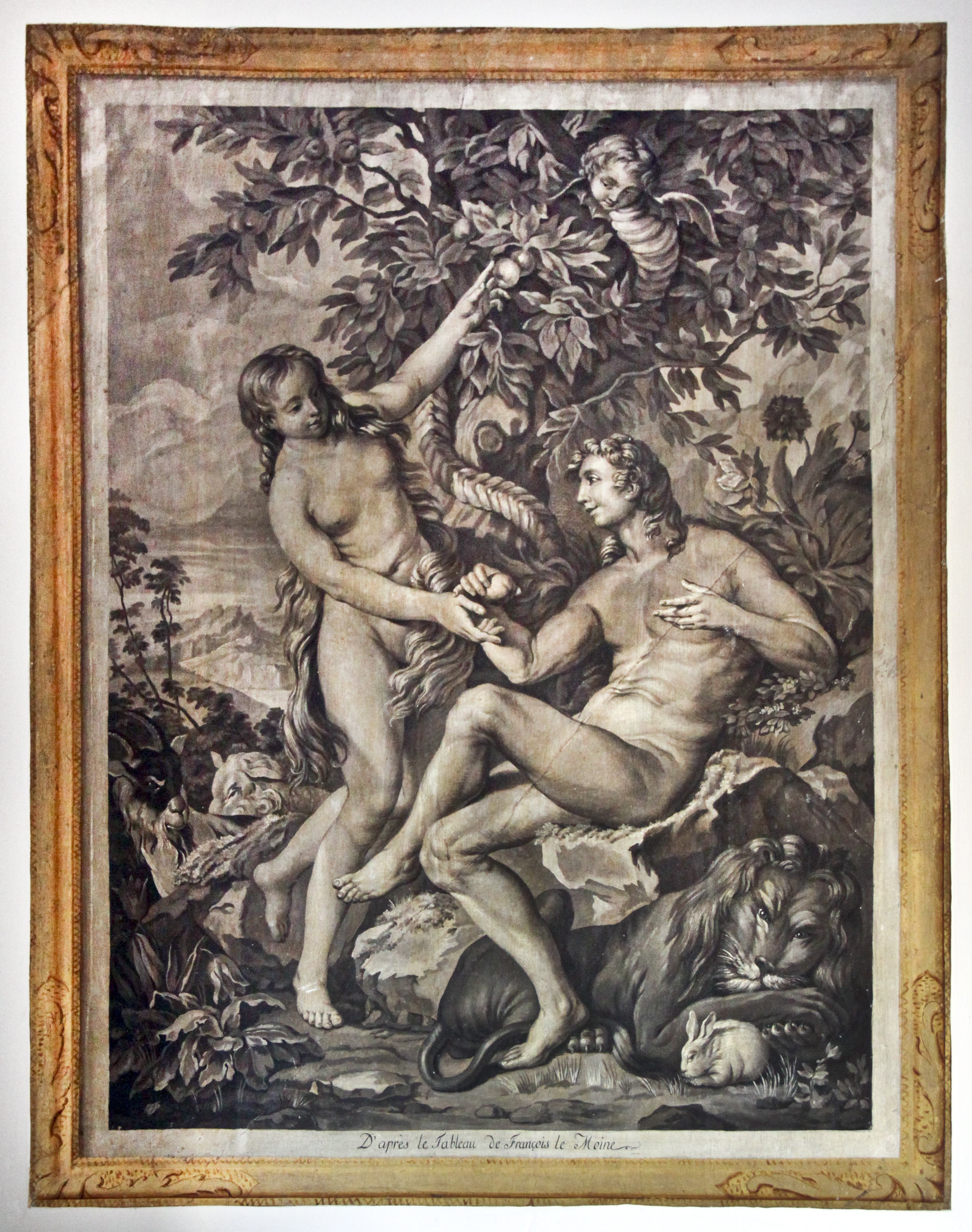
Adam och Eva, allegorisk väggmålning över dörr i bostadsvåningen, troligen beställt av David von Schulzenheim i sitt palats på Riddarholmen, i början av 1770-talet. Förlagan är ett kopparstick av Laurent Cars efter en tavla av François Lemoyne. Illusoriskt målat ram.
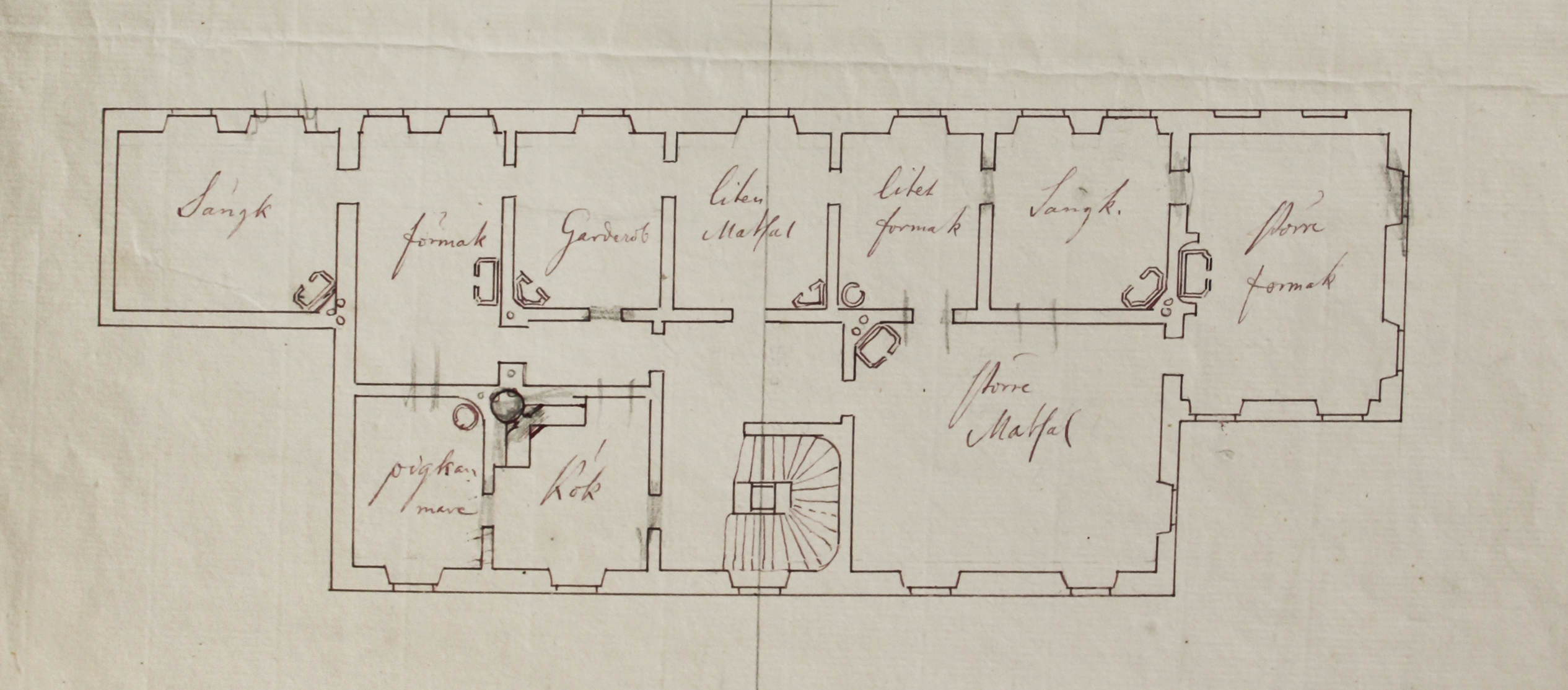
David von Schulzenheim och hans hustru Catharina Eleonora Svedenstierna bodde i Sparreska palatsets översta våning fram till 1778. Fruns svit upptog den norra halvan, till vänster, och herrens lägenhet sträckte sig i den södra halvan, till höger om trappan. Ur RA/ÖIÄ:s ritningar PS 163.